# Du Fu
Du Fu (en xinès: 杜甫; en pinyin: Dù Fǔ), també conegut com a Du Shàolíng (杜少陵) o Du Gōngbù (杜工部) (712 - 770), fou un destacat poeta xinès durant l'època de la dinastia Tang. El seu nom de cortesia era Zǐ Mei (子美).
Contemporani i amic de Li Bai, la seva poesia va tenir, però, un caràcter més polític i social que la d'aquell. Encara que va suspendre els exàmens imperials en una ocasió, va arribar a convertir-se en funcionari de l'estat, i treballà a la cort de l'emperador Suzong de Tang.
La seva vida va passar per moltes vicissituds, la principal de les quals seria la rebel·lió d'An Lushan de 755, que va desestabilitzar tot el país i va obligar Du Fu a abandonar, al costat de la cort Tang, la capital Chang'an. Passaria la resta de la seva vida en condicions molt precàries.
Per l'originalitat de la seva obra, no va aconseguir un gran reconeixement en vida. Tanmateix, el seu prestigi i fama no cessaria de créixer després de la seva mort, i arribà a convertir-se en un dels més grans escriptors de la història xinesa; la influència s'ha deixat sentir en generacions posteriors de poetes tant a la Xina com al Japó. A Occident, un dels seus traductors més importants (a l'anglès) va ser Kenneth Rexroth.
Encara que inicialment era poc conegut per altres escriptors, les seves obres van arribar a tenir una gran influència tant en la cultura literària xinesa com japonesa. De la seva escriptura poètica s'han conservat prop de mil cinc-cents poemes al llarg dels segles. Els crítics xinesos l'han anomenat el poeta-historiador i el poeta-sàvi, mentre que l'abast de la seva obra li ha permès ser presentat als lectors occidentals com «el xinès Virgili, Horaci, Ovidi, Shakespeare, Milton, etc. Burns, Wordsworth, Béranger, Hugo o Baudelaire».

## Biografia

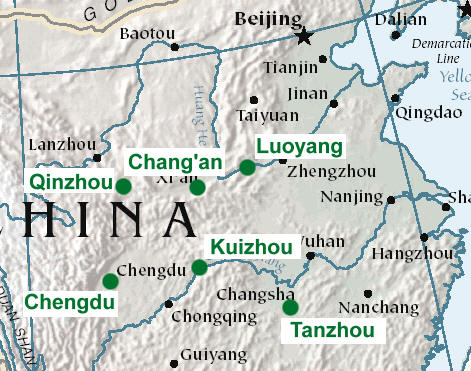
La Xina de Du Fu

La crítica literària tradicional xinesa emfatitzava la vida de l'autor a l'hora d'interpretar una obra, una pràctica que l'estudiós estatunidenc Burton Watson atribuïa als «estrets vincles que el pensament tradicional xinès planteja entre l'art i la moral». Com que molts dels poemes de Du Fu presenten moralitat i història, aquesta pràctica és especialment important. Un altre motiu, identificat per l'historiador xinès William Hung, és que els poemes xinesos solen ser concisos, ometent el context que podria ser rellevant, però que es podria suposar que un contemporani informat coneix. Per als lectors occidentals moderns, «Com menys exactament coneguem l'hora, el lloc i les circumstàncies, més propens a imaginar-ho incorrectament, i el resultat serà que malentenem el poema o no l'entenguem del tot». Stephen Owen suggereix un tercer factor particular de Du Fu, argumentant que la varietat de l'obra del poeta requeria la consideració de tota la seva vida, més que les categoritzacions reductives utilitzades per a poetes més limitats.

### Primers anys
La major part del que se sap de la vida de Du Fu prové dels seus poemes. El seu avi patern era Du Shenyan, un destacat polític i poeta durant el regnat de l'emperadriu Wu Zetian (r. 690–705). Du Fu va néixer l'any 712; es desconeix el lloc de naixement exacte, excepte que era prop de Luoyang, província de Henan (el comtat de Gong és un candidat favorit). Més tard, es va considerar que pertanyia a la capital de Chang'an, ciutat natal ancestral de la família Du.
La mare de Du Fu va morir poc després de néixer ell, i va ser criat parcialment per la seva tia. Tenia un germà gran, que va morir jove. També va tenir tres germans i una germana, als quals es refereix amb freqüència en els seus poemes, encara que maig esmenta la seva madrastra.
Fill d'un erudit-funcionari menor, la seva joventut es va dedicar a l'educació estàndard d'un futur funcionari: estudi i memorització dels clàssics confucians de la filosofia, la història i la poesia. Més tard va afirmar haver produït poemes acreditats pels seus primers adolescents, però aquests s'han perdut.
A principis dels anys 730, va viatjar per la zona de Jiangsu i Zhejiang; Es creu que el seu primer poema supervivent, que descriu un concurs de poesia, data de finals d'aquest període, cap al 735. En aquest any, es va presentar als exàmens imperials xinesos, probablement a Chang'an. Va fracassar, per a la seva sorpresa i la de segles de crítics posteriors. Hung conclou que probablement va fracassar perquè el seu estil 0÷de prosa en aquell moment era massa dens i fosc, mentre que Chou suggereix que el seu fracàs per conrear connexions a la capital podria haver estat el culpable. Després d'aquest fracàs, va tornar a viatjar, aquesta vegada per Shandong i Hebei.
El seu pare va morir cap al 740. Du Fu hauria pogut entrar a la funció pública a causa del rang del seu pare, però es creu que va renunciar al privilegi en favor d'un dels seus mig germans. Va passar els quatre anys següents vivint a l'àrea de Luoyang, complint amb els seus deures en els afers interns.
A la tardor del 744, va conèixer per primera vegada Li Bai (Li Po) i els dos poetes van forjar una amistat. David Young ho descriu com «l'element formatiu més significatiu en el desenvolupament artístic de Du Fu» perquè li va donar un exemple viu de la vida reclusa de poeta-estudiós a la qual es va sentir atret després del fracàs a l'examen de funció pública. La relació, però, era una mica unilateral. Du Fu era uns quants anys el més jove, mentre que Li Bai ja era una estrella poètica. Tenim dotze poemes a o sobre Li Bai del poeta més jove, però només un en l'altra direcció. Es van tornar a trobar una sola vegada, l'any 745.
L'any 746 es va traslladar a la capital per intentar ressuscitar la seva carrera oficial. Durant l'any següent es va presentar per segona vegada a l'examen de funció pública, però tots els candidats van ser suspesos pel primer ministre (aparentment per tal d'evitar l'aparició de possibles rivals). Mai més va intentar els exàmens, en canvi va demanar a l'emperador directament el 751, 754 i probablement de nou el 755. Es va casar cap al 752, i el 757 la parella havia tingut cinc fills, tres fills i dues filles, però un dels fills va morir en la infància el 755. A partir del 754 va començar a tenir problemes pulmonars (probablement asma), el primer d'una sèrie de dolències que el van perseguir durant la resta de la seva vida. Va ser en aquell any que Du Fu es va veure obligat a traslladar la seva família a causa de l'agitació d'una fam provocada per les inundacions massives a la regió.
El 755, va rebre un nomenament com a Registre de l'oficina del Comandant Dret del Palau del Príncep hereu. Tot i que aquest era un càrrec menor, en temps normals hauria estat almenys l'inici d'una carrera oficial. Fins i tot abans d'haver començat a treballar, però, la posició es va veure arrasada pels esdeveniments.

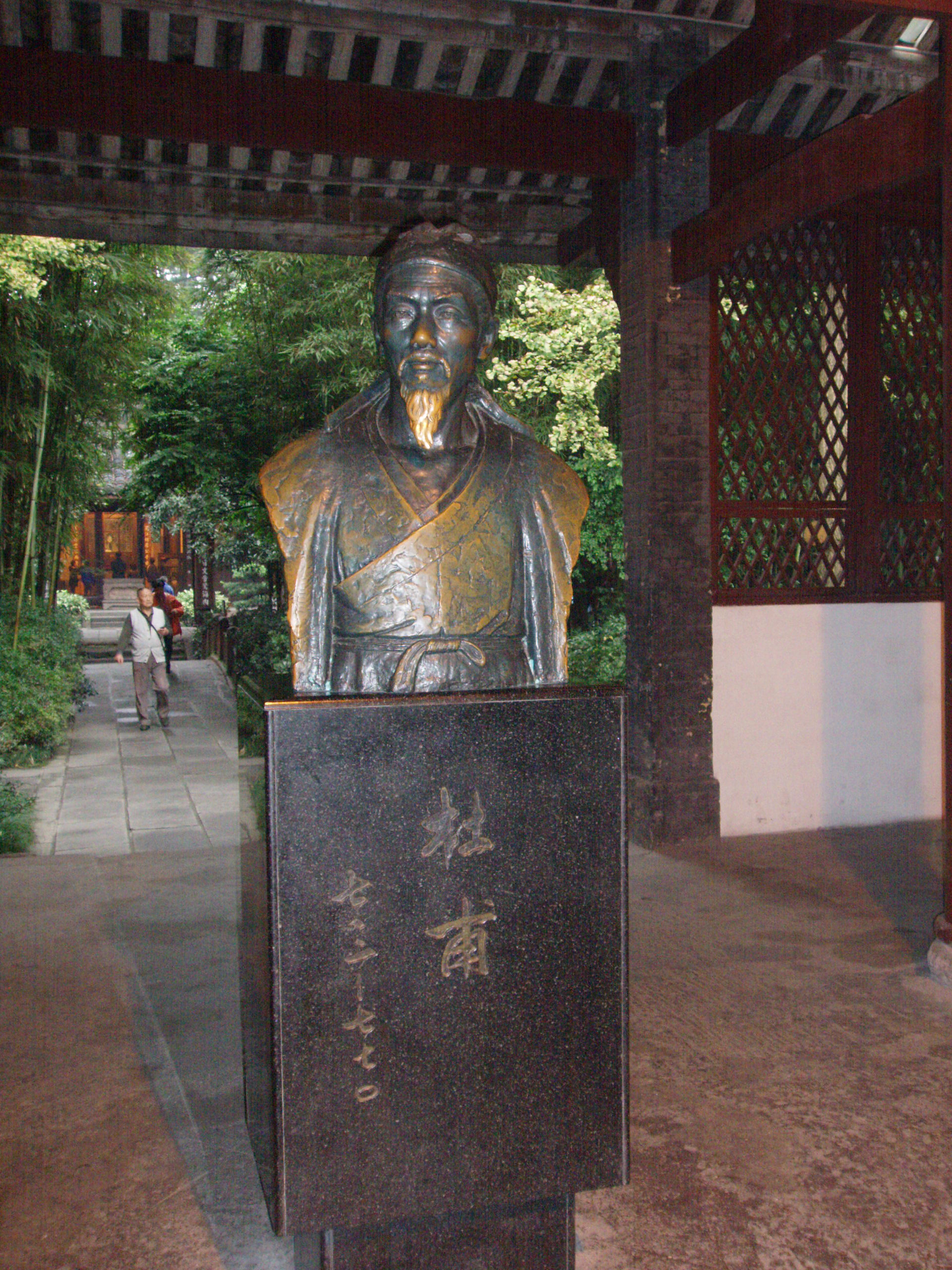
L'estàtua a la seva casa de palla, Chengdu, Xina

### Guerra
La rebel·lió d'An Lushan va començar el desembre de 755 i no va ser completament suprimida durant gairebé vuit anys. Va causar una enorme interrupció a la societat xinesa: el cens de 754 va registrar 52,9 milions de persones, però deu anys després, el cens en va comptar només 16,9 milions, la resta havent estat desplaçats o assassinats. Durant aquest temps, Du Fu va portar una vida en gran part itinerant inquieta per les guerres, les fams associades i el descontentament Imperial. Aquest període d'infelicitat va ser la creació de Du Fu com a poeta: Eva Shan Chou ha escrit que: «El que va veure al seu voltant, la vida de la seva família, els seus veïns i desconeguts, el que va sentir i el que esperava o temia. del progrés de diverses campanyes, aquests es van convertir en els temes perdurables de la seva poesia». Fins i tot quan es va assabentar de la mort del seu fill petit, va recórrer al sofriment dels altres en la seva poesia en lloc de concentrar-se en les seves pròpies desgràcies. Du Fu va escriure:
| « | Pensant sobre el que he viscut, si fins i tot jo conec aquest patiment, l'home comú segurament ha de ser sacsejat pels vents. | » |

El 756, Emperador Xuanzong de Tang es va veure obligat a fugir de la capital i abdicar. Du Fu, que havia estat lluny de la ciutat, va portar la seva família a un lloc segur i va intentar unir-se a la cort del nou emperador (Suzong), però va ser capturat pels rebels i portat a Chang'an. A la tardor, va néixer el seu fill petit, Du Zongwu (Ós Bebè). Al voltant d'aquesta època es creu que Du Fu va contreure la malària.
Va escapar de Chang'an l'any següent, i va ser nomenat Record quan es va incorporar a la cort el maig de 757. Aquest càrrec donava accés a l'emperador però era en gran part cerimonial. La consciència de Du Fu el va obligar a intentar fer-ne ús: es va causar problemes a ell mateix en protestar per l'eliminació del seu amic i mecenes Fang Guan amb un petit càrrec. Va ser detingut però va ser indultat al juny. Se li va concedir permís per visitar la seva família al setembre, però aviat es va incorporar a la cort i el 8 de desembre de 757 va tornar a Chang'an amb l'emperador després de la seva reconquesta per les forces governamentals. No obstant això, els seus consells van continuar sense ser apreciats, i l'estiu de 758 va ser degradat a un lloc de comissari d'educació a Huazhou. La posició no era del seu gust: en un poema, va escriure:
| «                                                   | Estic a punt de tornar-me boig a l'oficina, Sobretot quan porten més papers per amuntegar al meu escriptori. | » |
| — "Early Autumn, Miserable Heat, Papers Piling Up". | |   |

Es va traslladar a l'estiu del 759; Això s'ha atribuït tradicionalment a la fam, però Hung creu que la frustració és un motiu més probable. Després va passar unes sis setmanes a Qinzhou (ara Tianshui, província de Gansu), on va escriure més de seixanta poemes.

### Chengdu
El desembre de 759, es va quedar breument a Tonggu (actual Gansu). Va marxar el 24 de desembre cap a Chengdu (província de Sichuan), on va ser acollit pel prefecte local i també poeta Pei Di. Du posteriorment es va establir a Sichuan durant la major part dels cinc anys següents. A la tardor d'aquell any va tenir problemes econòmics i va enviar poemes demanant ajuda a uns quants coneguts. Va ser rellevat per Yan Wu, un amic i antic col·lega que va ser nomenat governador general a Chengdu. Malgrat els seus problemes econòmics, aquest va ser un dels períodes més feliços i tranquils de la seva vida. Molts dels poemes de Du d'aquest període són representacions pacífiques de la seva vida a la casa de palla de Du Fu. L'any 762, va abandonar la ciutat per escapar d'una rebel·lió, però va tornar l'estiu de 764 quan va ser nomenat conseller de Yan, que va participar en campanyes contra l'Imperi Tibetà.

### Darrers anys
Luoyang, la regió del seu lloc de naixement, va ser recuperada per les forces governamentals a l'hivern de 762, i a la primavera de 765 Du Fu i la seva família van navegar pel Iang-Tsé, aparentment amb la intenció de fer-hi via. Viatjaven lentament, per la seva mala salut (en aquest moment patia mala vista, sordesa i vellesa general, a més de les seves malalties anteriors). Es van quedar a Kuizhou (a l'actual Baidicheng, Chongqing) a l'entrada de les Tres Gorges durant gairebé dos anys des de finals de la primavera del 766. Aquest període va ser la darrera gran floració poètica de Du Fu, i aquí va escriure 400 poemes en el seu estil dens i tardà. A la tardor de 766, Bo Maolin es va convertir en governador de la regió: va donar suport econòmic a Du Fu i el va contractar com el seu secretari no oficial.
El març de 768, va reprendre el seu viatge i va arribar fins a la província de Hunan, on va morir a Tanzhou (avui Changsha) el novembre o desembre de 770, quan tenia 58 anys. Li van sobreviure la seva dona i dos fills, que van romandre a la zona uns anys. El seu últim descendent conegut és un net que va sol·licitar una inscripció per al poeta a Yuan Zhen l'any 813.
Hung resumeix la seva vida concloent que «Semblava ser un fill filial, un pare afectuós, un germà generós, un marit fidel, un amic lleial, un funcionari obedient i un súbdit patriòtic».
A continuació es mostra un exemple d'una de les obres posteriors de Du Fu, Al meu amic jubilat Wei (Zēng Wèi Bā Chǔshì贈衛八處士 ). Com molts altres poemes de Tang, presentava el tema d'una llarga separació entre amics, que sovint es devia al fet que els funcionaris eren sovint traslladats a les províncies:
| « | 人生不相見， És gairebé tan difícil per als amics conèixer 動如參與商。 com per Orió i Escorpí. 今夕復何夕， Aquesta nit doncs és un esdeveniment rar, 共此燈燭光。 Unir-se, a la llum de les espelmes, 少壯能幾時， Dos homes que eren joves no fa gaire 鬢髮各已蒼。 Però ara es tornen grisos als temples. 訪舊半為鬼， Per descobrir que la meitat dels nostres amics han mort 驚呼熱中腸。 Ens impacta, ens crema el cor de dolor. 焉知二十載， No ens imaginàvem que haurien de passar vint anys 重上君子堂。 abans que pogués visitar-te de nou. 昔別君未婚， Quan vaig marxar, encara no eres casat; 兒女忽成行。 Però ara aquests nois i noies 怡然敬父執， són molt amables amb el vell amic del seu pare. 問我來何方。 Em pregunten on he estat en el meu viatge; 問答乃未已， I després, quan hem parlat una estona, 兒女羅酒漿。 Em porten i em mostren vins i plats, 夜雨翦春韭， Cibulet de primavera tallat amb la pluja nocturna 新炊間黃粱。 I arròs integral acabat de cuinar d'una manera especial. 主稱會面難， El meu amfitrió proclama que és una festa, 一舉累十觴。 M'anima a beure deu tasses— 十觴亦不醉， Però quines deu tasses em podrien emborratxar 感子故意長。 Com sempre estic amb el teu amor al cor? 明日隔山嶽， Demà les muntanyes ens separaran; 世事兩茫茫。 Després de demà, qui ho pot dir? | » |

### Salut
Du Fu és la primera persona del registre històric identificada com a pacient diabètic. En els seus últims anys, va patir diabetis i tuberculosi pulmonar, i va morir a bord d'un vaixell al riu Iang-Tsé, als 58 anys d'edat.

## Obres

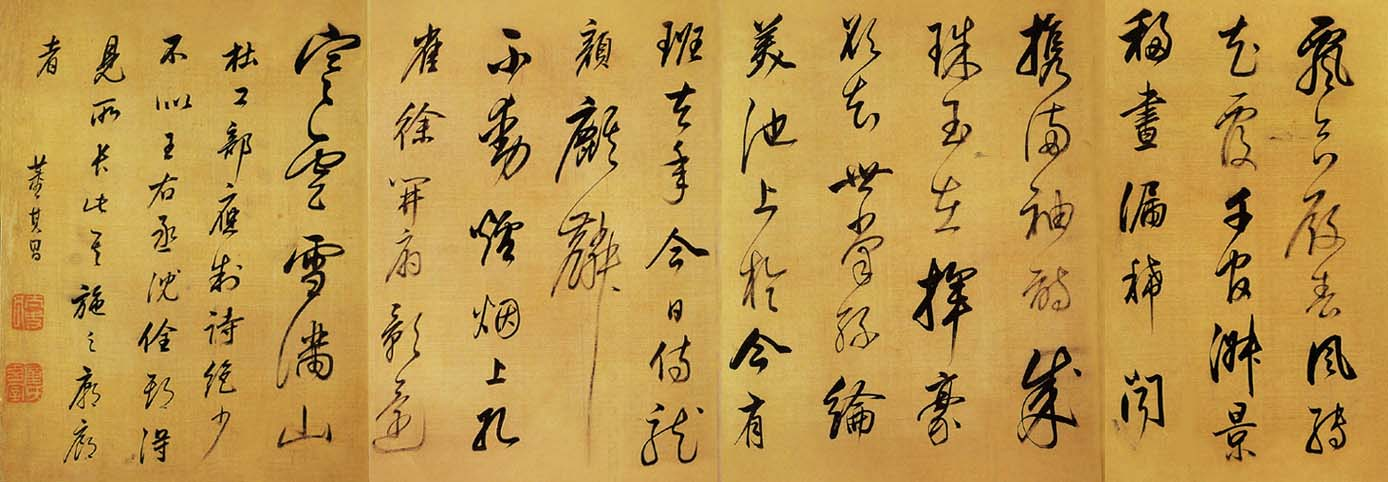
Una còpia cal·ligràfica del poema de Du Fu "Zui Ge Xing" de Dong Qichang

La crítica a les obres de Du Fu s'ha centrat en el seu fort sentit de la història, el seu compromís moral i la seva excel·lència tècnica.

### Història
Des de la dinastia Song, els crítics han anomenat Du Fu el sant poeta (詩聖, shī shèng). Els més directament històrics dels seus poemes són els que comenten les tàctiques militars o els èxits i fracassos del govern, o els poemes de consell que va escriure a l'emperador. Indirectament, va escriure sobre l'efecte dels temps en què va viure sobre ell mateix i sobre la gent normal de la Xina. Com assenyala Watson, es tracta d'una informació «d'un tipus que es troba rarament a les històries compilades oficialment de l'època».
Els comentaris polítics de Du Fu es basen en l'emoció més que en el càlcul: les seves receptes han estat parafrasejades com: «Siguem tots menys egoistes, fem tots el que se suposa que hem de fer». Com que els seus punts de vista era impossible de discrepar, els seus truismes expressats amb força van permetre la seva instal·lació com la figura central de la història poètica xinesa.

### Compromís moral
Un segon epítet favorit dels crítics xinesos és el de poeta savi (詩聖, shī shèng), una contrapartida del savi filosòfic, Confuci. Una de les primeres obres supervivents, La cançó dels carros (del voltant de l'any 750), dona veu als sofriments d'un soldat reclutat de l'exèrcit Imperial i una consciència clara del patiment. Aquestes preocupacions s'articulen contínuament en poemes sobre la vida tant dels soldats com dels civils produïts per Du Fu al llarg de la seva vida.
Encara que les referències freqüents de Du Fu a les seves pròpies dificultats poden donar la impressió d'un solipsisme que consumeix tot, Hawkes argumenta que la seva famosa compassió de fet s'inclou a si mateix, vista de manera bastant objectiva i gairebé com una idea posterior. Per tant, presta grandesa a la imatge més àmplia comparant-la amb la seva pròpia trivialitat lleugerament còmica.
La compassió de Du Fu, per si mateix i pels altres, va formar part de la seva ampliació general de l'àmbit de la poesia: va dedicar moltes obres a temes que abans havien estat considerats inadequats per al tractament poètic. Zhang Jie va escriure que per a Du Fu, tot en aquest món és poesia, Du va escriure extensament sobre temes com la vida domèstica, la cal·ligrafia, les pintures, els animals i altres poemes.

### Excel·lència tècnica
L'obra de Du Fu destaca sobretot pel seu ventall. Els crítics xinesos utilitzaven tradicionalment el terme集大成 (jídàchéng, 'simfonia completa'), una referència a la descripció de Menci de Confuci. Yuan Zhen va ser el primer a notar l'amplitud dels assoliments de Du Fu, i va escriure l'any 813 que el seu predecessor "va unir els seus trets de treball que els homes anteriors només havien mostrat individualment". Dominava totes les formes de la poesia xinesa: Chou diu que en totes les seves formes "va fer avenços destacats o aportava exemples destacats". A més, els seus poemes utilitzen un ampli ventall de registres, des dels directes i col·loquials fins als al·lusius i conscientment literaris. Aquesta varietat es manifesta fins i tot dins d'obres individuals: Owen identifica els "ràpids canvis estilístics i temàtics" en poemes que permeten al poeta representar diferents facetes d'una situació, mentre que Chou utilitza el terme juxtaposició com a principal eina analítica. en la seva obra. Du Fu destaca per haver escrit més sobre poètica i pintura que qualsevol altre escriptor de la seva època. Va escriure divuit poemes només sobre pintura, més que qualsevol altre poeta Tang. El comentari aparentment negatiu de Du Fu sobre les preuades pintures de cavalls de Han Gan va encendre una controvèrsia que ha persistit fins als nostres dies.
El to de la seva obra va canviar a mesura que va desenvolupar el seu estil i s'adaptava al seu entorn (camaleònic, segons Watson): les seves primeres obres són d'un estil relativament derivat, cortès, però va arribar a ser seu en els anys de la rebel·lió. Owen comenta la simplicitat somrient dels poemes de Qinzhou, que reflecteix el paisatge desèrtic; les obres del seu període de Chengdu són lleugeres, sovint ben observades; mentre que els poemes del final del període Kuizhou tenen densitat i poder de visió.
Tot i que va escriure en totes les formes poètiques, Du Fu és més conegut pel seu lüshi, un tipus de poema amb estrictes restriccions de forma i contingut, per exemple:
| « | Deixant l'audiència pels passadissos tranquils, Senyorial i bella, travessem les portes del Palau, Girant en diferents direccions: vas cap a l'oest Amb els ministres d'estat. Jo, en sentit contrari. | » |

Al voltant de dos terços de les 1500 obres existents de Du Fu estan en aquesta forma, i generalment se'l considera el seu principal exponent. Els seus millors lǜshi utilitzen els paral·lelismes requerits per la forma per afegir contingut expressiu més que com a simples restriccions tècniques. Hawkes comenta que "és sorprenent que Tu Fu sigui capaç d'utilitzar una forma tan immensament estilitzada d'una manera tan natural".

## Influència

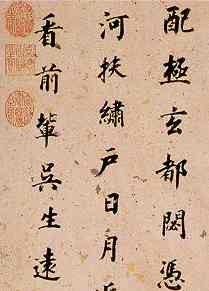
Part del poema de Du Fu En visitar el temple de Laozi, escrit per Dong Qichang

Segons l’Encyclopædia Britannica, molts crítics literaris consideren que els escrits de Du Fu es troben entre els més grans de tots els temps, i afirma que "el seu llenguatge dens i comprimit fa ús de tots els matisos connotatius d'una frase i de tots els potencials d'entonació de la paraula individual, qualitats que cap traducció mai pot revelar".
En vida i immediatament després de la seva mort, Du Fu no va ser molt apreciat. En part, això es pot atribuir a les seves innovacions estilístiques i formals, algunes de les quals encara són "considerades extremadament agosarades i estranyes per la crítica xinesa". Hi ha poques referències contemporànies sobre ell —només onze poemes de sis escriptors— i aquestes el descriuen en termes d'afecte, però no com un model d'ideals poètics o morals. Du Fu també està poc representat a les antologies de poesia contemporànies.
Tanmateix, com assenyala Hung, "és l'únic poeta xinès la influència del qual va créixer amb el temps", i les seves obres van començar a augmentar en popularitat al segle IX. Els primers comentaris positius van venir de Bai Juyi, que va elogiar els sentiments morals d'algunes de les obres de Du Fu (tot i que els va trobar només en una petita part dels poemes), i de Han Yu, que va escriure una peça defensant Du Fu i Li Bai sobre motius estètics dels atacs fets contra ells. Tots dos escriptors van mostrar la influència de Du Fu en la seva pròpia obra poètica. A principis del segle x, Wei Zhuang va construir la primera rèplica de la seva casa de palla a Sichuan.
Va ser al segle XI, durant l'era Song que la reputació de Du Fu va arribar al seu punt àlgid. En aquest període va tenir lloc una reavaluació exhaustiva dels poetes anteriors, en la qual Wang Wei, Li Bai i Du Fu van arribar a ser considerats com a representants, respectivament, dels fils budista, taoista i confucianista de la cultura xinesa. Al mateix temps, el desenvolupament del neoconfucianisme va assegurar que Du Fu, com a exemplar poètic, ocupés la posició primordial. Su Shi va expressar aquest raonament quan va escriure que Du Fu era "preeminent ... perquè ... a través de totes les seves vicissituds, mai per l'espai d'un àpat va oblidar el seu sobirà". La seva influència va ser ajudada per la seva capacitat per conciliar els oposats aparents: els conservadors polítics es van sentir atrets per la seva lleialtat a l'ordre establert, mentre que els radicals polítics van abraçar la seva preocupació pels pobres. Els conservadors literaris podien mirar el seu domini tècnic, mentre que els radicals literaris es van inspirar en les seves innovacions. Des de l'establiment de la República Popular de la Xina, la lleialtat de Du Fu a l'estat i la preocupació pels pobres s'han interpretat com a nacionalisme i socialisme embrionari, i ha estat elogiat pel seu ús d'un llenguatge popular senzill.
La popularitat de Du Fu va créixer fins a tal punt que és tan difícil mesurar la seva influència com la de Shakespeare a Anglaterra: era difícil per a qualsevol poeta xinès no deixar-se influenciar per ell. Tot i que mai hi va haver un altre Du Fu, els poetes individuals van seguir les tradicions d'aspectes específics de la seva obra: la preocupació de Bai Juyi pels pobres, el patriotisme de Lu You i les reflexions de Mei Yaochen sobre el quotidià són uns quants exemples. De manera més àmplia, el treball de Du Fu en transformar el lǜshi d'un simple joc de paraules en un vehicle per a una enunciació poètica seriosa va establir l'escenari per a tots els escriptors posteriors del gènere.
En la seva publicació de la traducció de Burton Watson dels poemes de Du Fu, la Columbia University Press va comentar que Du Fu "ha estat anomenat el poeta més gran de la Xina, i uns quants l'anomenen el més gran poeta no èpic i no dramàtic els escrits del qual sobreviuen en qualsevol idioma".

### Influència en la literatura japonesa
La poesia de Du Fu ha tingut un profund impacte en la literatura japonesa, especialment en la literatura del període Muromachi i en els estudiosos i poetes del període Edo, inclòs Matsuo Bashō, el més gran de tots els poetes haiku. Fins i tot en japonès modern, el terme shisei (詩聖) és principalment sinònim de Du Fu.
Fins al segle XIII, els japonesos preferien Bai Juyi per damunt de tots els poetes i hi havia poques referències a Du Fu, encara que la seva influència es pot apreciar en algunes antologies de kanshi (poesia xinesa feta per poetes japonesos) com la Bunka Shūreishū al segle IX. El primer apreciador japonès notable de la poesia de Du Fu va ser Kokan Shiren (1278–1346), un patriarca Zen Rinzai i un dels autors més destacats de la literatura de les Cinc Muntanyes; va elogiar molt Du Fu i va fer un comentari sobre alguns poemes de Du Fu des de la perspectiva d'un sacerdot zen al vol. 11 de Saihokushū. El seu alumne Chūgan Engetsu va compondre molts kanshi que es deien clarament "influïts per Du Fu" en els seus prefacis. L'estudiant de Chūgan, Gidō Shūshin, tenia una estreta connexió amb la Cort i el Shogunat Ashikaga i va propagar la poesia de Du Fu al món mundà; un dia Nijō Yoshimoto, el regent de Kampaku de la Cort i la màxima autoritat de la poesia renga, va preguntar a Gidō: "Hauria d'aprendre la poesia de Du Fu i Li Bai?" Gidō es va atrevir a respondre: "Sí si tens prou capacitat. No si no ho feu." Des de llavors, hi havia hagut molts seminaris sobre la poesia de Du Fu tant als temples zen com a la societat aristocràtica, i com a resultat la seva poesia va ser citada sovint a la literatura japonesa del període Muromachi, per exemple, Taiheiki, una epopeia històrica de finals del XIV. segle, i algunes obres de teatre de noh com Hyakuman, Bashō i Shunkan.
Durant l'era Kan'ei del període Edo (1624–1643), Shao Chuán (邵傳) el Comentari col·lectiu de Du Fu (杜律集解 (Toritsu Shikkai)) va ser importat al Japó, i va guanyar una popularitat explosiva entre els estudiosos confucians i la classe dels chōnin (gent del poble). El comentari va establir la fama de Du Fu com la més alta de tots els poetes; per exemple, Hayashi Shunsai, un notable erudit confucià, va comentar al vol. 37 de Gahō Bunshū que Zǐměi [Du Fu] era el millor poeta de la història i elogiava el comentari de Shào Chuán per la seva senzillesa i llegibilitat, mentre criticava els comentaris antics durant la dinastia Yuan com a massa insondables. Matsuo Bashō, el més gran poeta haiku, també va ser fortament influenciat per Du Fu; a Oku no Hosomichi, la seva obra mestra, cita les dues primeres línies de A Spring View (春望 ) abans d'un haiku com a introducció i també molts dels seus altres haiku tenen una redacció i temes semblants. Es diu que quan va morir a Osaka durant un llarg viatge, es va trobar amb ell una còpia de la poesia de Du Fu com un dels pocs objectes preciosos que va poder portar.